# アスガル・ファルハーディー
アスガル・ファルハーディー（ペルシア語: اصغر فرهادی; Asghar Farhādī、1972年5月7日 -  ）、はエスファハーン近郊のホメイニーシャフル出身のイラン人の脚本家、映画監督。

## 経歴
アスガル・ファルハーディーは映画学を学び、ドラマ芸術の学士号を取得し、テヘラン大学およびタルビヤト・モダッレス大学から舞台監督の修士号を取得している。ファルハーディーは8mmおよび16mmのショートフィルムをイラン青年映画協会エスファハーン支部で撮影。その後、ドラマおよび映画脚本家としてイラン・イスラーム共和国放送（IRIB）に移った。
テレビシリーズ『ある街の物語』などを監督、またエブラーヒーム・ハータミーキヤーの『フライト・パニック 〜ペルシア湾上空強行脱出〜』で脚本家として初めて映画製作に関わり、引き続き多大な賞賛を受けた『美しい都市』を製作している。続く第3作『火祭り』では2006年のシカゴ国際映画祭でヒューゴー金賞を受賞した。
第4作、カスピ海岸へ旅するイラン人グループが遭遇する悲劇を描いた『彼女が消えた浜辺』では2009年のベルリン国際映画祭で銀熊賞 (監督賞)を受賞。本作における成功により得た資金で、2011年には『別離』を発表。離婚を決めた夫婦に起きた事件を描いた本作は、再びベルリン映画祭に出品されると批評家、観客双方から大絶賛を受け、審査員全会一致で金熊賞及びキャスト全員に銀熊賞 (女優賞) と銀熊賞 (男優賞)が送られた。第84回アカデミー賞では外国語映画賞と脚本賞の2部門にノミネートされ、前者でイラン映画としては初の受賞を果たした。
2013年には『ある過去の行方』を発表し、主演を務めたベレニス・ベジョが第66回カンヌ国際映画祭で女優賞を受賞。2016年には『セールスマン』を発表し、第69回カンヌ国際映画祭で脚本賞と男優賞を受賞。また、2度目となるアカデミー外国語映画賞を受賞したが、ドナルド・トランプ大統領による入国禁止令に反発し、授賞式はボイコットした。

## 監督作品
- 砂塵にさまよう (2003)
- 美しい都市（まち）(2004)
- 火祭り (2006)
- 彼女が消えた浜辺 (2009)
- 別離 (2011)
- ある過去の行方 (2013)
- セールスマン (2016)
- 誰もがそれを知っている (2018)
- 英雄の証明 (2021)

### テレビシリーズ
- アーパールトマーン・ファラジュ・オ・ファロフ (1998)
- チェシュム・ベ・ラーフ (1998)

## 受賞歴
- アカデミー外国語映画賞 (2016年)『セールスマン』
- アカデミー外国語映画賞 (2012年)『別離』
- 金熊賞（2011年ベルリン国際映画祭最優秀作品賞）『別離』
- 銀熊賞（2009年ベルリン国祭映画祭監督賞）『彼女が消えた浜辺』
- 審査員グランプリ（2009年アジア太平洋映画祭）『彼女が消えた浜辺』
- ヒューゴ金賞（2006年シカゴ国際映画祭）『火祭り』
- ノルウェー平和映画賞（2005年トロムソ国際映画祭）『美しい都市（まち）』
- グランプリ（2003年ワルシャワ国際映画祭）
- 聖ゲオルギー銀賞（2003年モスクワ国際映画祭）
- 最優秀監督賞（2003年アジア太平洋映画祭）